# Фаулер, Джон (железнодорожный инженер)
Джон Фа́улер (англ. John Fowler; 15 июля 1817, Уэдсли, Англия, — 20 ноября 1898, Борнмут) — британский железнодорожный инженер, известный также как автор проектов ряда мостов и локомотивов. Лауреат премии Понселе (1892).

## Биография
Джон Фаулер родился 15 июля 1817 года в Уэдсли. Получил образование в частной школе Уитли-Холл, инженерное дело изучал под руководством Джона Таулертона.
С 1837 года участвовал в качестве помощника начальника строительства в постройке железнодорожной линии Лондон — Брайтон, был ответственным инженером, а позднее и директором по эксплуатации Стоктонской и Хэртльпульской железной дороги, в 1840 году был назначен инженером-начальником железнодорожного комплекса Манчестер — Шеффильд — Линкольншир. В это же время он стал частным инженером-консультантом в Йоркшире и Линкольншире, но в 1844 году из-за большого объёма работы вернулся в Лондон. В 1847 году стал членом Института инженеров-механиков, а уже в 1849 году вошёл в состав Института гражданских инженеров. С 1865 по 1867 год был президентом этого института, став самым молодым его президентом в истории и занимался на этом посту улучшением технического образования британских инженеров.
Одним из наиболее известных сооружений, построенных по его проекту, стала заложенная в 1863 году подземная железнодорожная линия в Лондоне, для которой он по своему собственному плану построил и локомотив особенного рода. Кроме того, занимался устройством и оборудованием доков (напр. док Миллуолл), a также постройкой локомотивов собственной системы для уличных железных дорог. Машиностроительная техника того времени была обязана ему введением проволочных канатов как средств и орудий передачи.
В 1870 году вошёл в состав комиссии, составленной для того, чтобы высказать мнение относительно устройства железнодорожных путей в Норвегии; в том же году консультировал британские власти в Индии относительно ширины колеи железных дорог. Впоследствии занимал (до 1880 года) место начальника инженеров на железных дорогах в Египте. Затем одновременно с Бенджамином Бейкером был руководящим инженером при постройке моста через реку Форз в Шотландии. Был также автором проектов ряда других мостов. В 1886 году консультировал британские власти в Австралии по железнодорожным вопросам. В 1880 и 1885 годах пытался избраться в парламент, но оба раза проиграл выборы.
Джон Фаулер умер 20 ноября 1898 года в Борнмуте в возрасте 81 года.